# Sylvain Maréchal

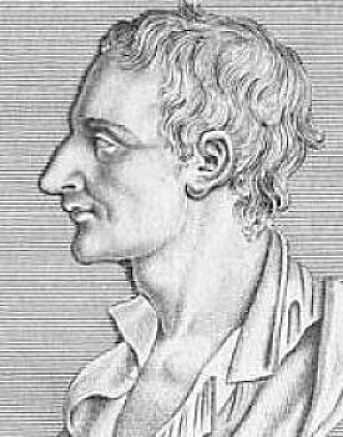
Sylvain Maréchal

Sylvain Maréchal (eigentlich Pierre-Sylvain Maréchal; * 15. August 1750 in Paris; † 18. Januar 1803 in Montrouge) war ein französischer Dichter, Philosoph und Schöpfer des Maréchal-Kalenders. Er gilt als Spätaufklärer, Vertreter des Atheismus und Vordenker des Anarchismus.

## Leben
Sylvain Maréchal, der Sohn eines Weinhändlers, studierte Rechtswissenschaften in Paris und wurde später Anwalt. Der Erfolg seiner Idyllensammlung Bergeries, die er im Alter von 20 Jahren veröffentlichte, ermöglichte ihm die Arbeit als Hilfsbibliothekar im Pariser Collège Mazarin. Durch seine Arbeit in der Bibliothek eignete er sich erhebliches Wissen an und schätzte besonders die Werke von Jean-Jacques Rousseau, Voltaire, Helvétius und Denis Diderot.
Maréchal entwickelte die Idee eines agrarischen Sozialismus mit kollektivem Eigentum an Gütern. Sein Ideal eines Kultes der Vernunft und seine Kritik an der Religion und dem Absolutismus führten schließlich zur Entlassung aus dem Collège. Er wurde später zu vier Monaten Gefängnis verurteilt, nachdem er den Almanach des Honnêtes Gens herausgegeben hatte. Darin entwickelte er den sogenannten Maréchal-Kalender, einen säkularen Kalender, bei dem er die Namen von christlichen Heiligen durch berühmte Persönlichkeiten der Geschichte ersetzte. Nach seiner Festnahme wurde er vorsichtiger und publizierte nur noch anonym, um der Strafverfolgung zu entgehen.
Er unterstützte die Französische Revolution enthusiastisch und setzte sich besonders für die Armen ein. Maréchal nahm an der Verschwörung der Gleichen um Gracchus Babeuf teil, aber entkam später der Bestrafung. Als Herausgeber der Zeitung Révolutions de Paris setzte er sich für die Befreiung des Menschen von jeder Form der Sklaverei ein und sah die Religion als Instrument der Regierungen zur wirtschaftlichen Ausbeutung der Menschen. Im Manifeste des Égaux schrieb er dazu:

„Verschwindet endlich, ihr empörenden Unterschiede zwischen Reich und Arm, Gross und Klein, zwischen Herr und Sklave, Herrscher und Beherrschtem.“

Da Sylvain Maréchal seine Texte teilweise anonym publizierte, konnte er sich bis zu seinem Tod 1803 weiterhin unbehelligt dem Schreiben widmen.

## Werke
- Bibliothèque des amans. A gnide (1764)
- Bergeries (1770)
- Chansons anacréontiques (1770)
- Essais de poésies légères suivis d'un songe (1775)
- Dieu et les prêtres, Fragments d'un poème philosophique
- Le livre de tous les ages, ou, Le Pibrac moderne: quatrains moraux (1779)
- Fragmens d'un poème moral sur Dieu (1781)
- L'Age d'or (1782)
  - Englische Übersetzung von Sheila Delany: Anti-Saints. The new golden legend of Sylvain Maréchal. University of Alberta Press, Edmonton 2012, ISBN 978-0-88864-604-0.
- Nouvelle méthode courte et facile pour apprendre à lire aux enfans (1783). Contains also: Le Drelincourt moderne. Quatrains moraux
- Livre échappé du déluge (1784)
  - Deutsche Übersetzung von Karl von Eckartshausen:
    - Ar-Lamechs von Sirap der Sündflut entrissene Gesänge. Joseph Lentner, München 1786 (Erste Auflage) und 1791 (Zweyte Auflage)
    - Ar-Lamechs von Sirap der Sündflut entrissene Gesänge. Joh. Siedler, Brünn 1788 (Digitalisat)
    - Ar Lamechs von Sirap der Sündflut entrissene Gesänge. Karl Rohm, Lorch 1910.
- Histoire de France,représentée par figures accompagnées de discours. Tome premier;  Tome second; Tome troisième; Tome quatrième;  Tome cinquième (1787–1796)
- Almanach des Honnêtes Gens (1788)
- Costumes civils actuels de tous les peuples connus, dessinés da̕près nature, gravés et coloriés, accompagnés d'une notice historique sur leurs coutumes, mœurs, religions, &c. &c. Tome premier; Tome second; Tome troisieme (1788)
- Apologues modernes, à l'usage d'un dauphin, premières leçons du fils aîné d'un roi (1788)
- Dictionnaire d'amour (1788). Premiere Partie; Seconde Partie
- Antiquités d'Herculanum; ou, Les plus belles peintures antiques ... (1789)
- Contes saugrenus (1789)
  - Deutsche Teilübersetzung von Valentin Roeder: Verhängnisvolle Augenblicke. 4 erotische Erzählungen aus d. Contes saugrenus. Merlin, Hamburg 1969.
- Dame Nature à la barre de l'Assemblée nationale (1791)
- Dictionnaire des honnêtes gens (1791)
- Anecdotes peu connues, sur les journées des 2 et s Septembre 1792. a Paris (ca. 1792)
- La constitution française en chansons. A l'usage des honnêtes gens (1792)
- Jugement dernier des rois, prophétie et un acte, en prose (théâtre, 1793)
  - Deutsche Übersetzung von Helmut Bartuschek: Das jüngste Gericht der Könige. Henschel, Berlin 1963.
- Almanach des honnêtes gens, contenant les prophéties pour chaque mois de l'année 1793, des anecdotes peu connues sur les journées de 10 août, 2 et 3 septembre 1792; et la liste des personnes égorgées dans les différentes prisons (1793)
- Almanach des républicains, pour servir a l'instruction publique (1793)
- Tableau historique des événemens révolutionnaires (1795)
- Pensées libres sur les prêtres (1798)
- Le Lucrèse français, fragmens d'un poëme (1798)
- Culte et lois d'une société d'hommes sans Dieu (1798)
- Les Voyages de Pythagore en Égypte, dans la Chaldée, dans l'Inde, en Crète, a Sparte. en Sicile, a Rome, a Carthage, a Marseille et dans les Gaules  (1799)
  - Deutsche Übersetzung:  Reisen des Pythagoras nach  Ägypten, Chaldäa,  Indien, Kreta, Sparta, Sicilien, Rom, Carthago, Marseille und Gallien nebst seinen politischen und moralischen Gesetzen. Erster Theil. Chemnitz, 1801 (Digitalisat)
- Dictionnaire des Athées anciens et modernes (1800)
- Histoire universelle en style lapidaire (1800)
- Pour et contre la Bible (1801)
  - Englische Übersetzung von Sheila Delany: For and against the bible. Haymarket, Chicago 2021, ISBN 978-1-64259-426-3.
- La femme abbé (1801).
  - Englische Übersetzung von Sheila Delany: The woman priest. University of Alberta Press, Edmonton 2016, ISBN 978-1-77212-123-0.
- Manifeste des Égaux (1801)
- Projet d'une loi portant défense d'apprendre à lire aux femmes (1801)
  - Nachdruck aus dem Jahre 1841.
- Histoire de la russie, réduite aux seuls faits importans (1802)
- De la vertu (1807)